# Gorisont

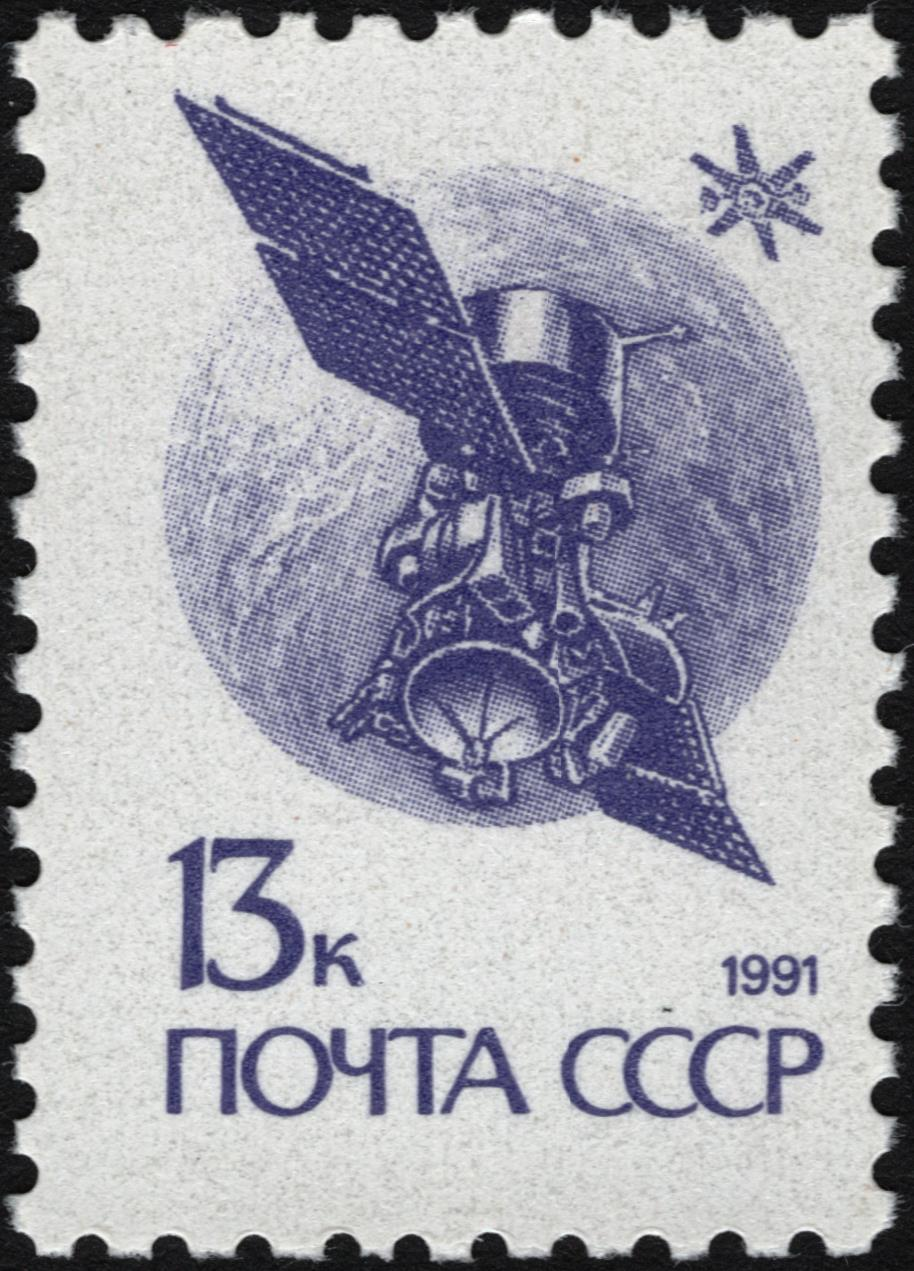
Sowjetische Briefmarke mit Gorisont-Satellit

Gorisont (russisch Горизонт für Horizont) ist der Name einer Serie von 35 geostationären Kommunikationssatelliten.
Die Satelliten wurden im Zeitraum von 1978 bis 2000 von der Sowjetunion (Gorisont 11 bis Gorisont 24) und dann von Russland (Gorisont 25 bis Gorisont 45) aus Baikonur gestartet, von NPO Prikladnoj Mechaniki gebaut und von der Russian Satellite Communications Company betrieben.

## Geschichte
Ursprünglich waren die Satelliten für die Übertragung der in Moskau stattfindenden Olympische Sommerspiele 1980 geplant. Der erste Start fand am 19. Dezember 1978 um 12:15 UTC wie auch bei allen weiteren Starts von Baikonur aus auf einer Proton statt. Nach dem Start der ersten vier Satelliten und dem Ende der Olympischen Spiele wurde das System in das YeSSS Unified Satellite Communication System für zivile und militärische Kommunikation integriert. So konnten alle fünf Zeitzonen Russlands versorgt werden. Nach Ende des Programms wurden die Satelliten von den Express-Satelliten ersetzt.

## Aufbau
Alle Satelliten wurden auf Grundlage des Satellitenbus KAUR-3 gebaut. Bei einer länge von fünf Metern betrug der Durchmesser zwei Meter. Mithilfe von Flüssigtriebwerken waren die Satelliten auf drei Achsen stabilisiert. Die insgesamt 25 Quadratmeter großen Sonnensegel lieferten eine elektrische Leistung von 1280 Watt.
Die insgesamt sieben Sendeantennen wurden mehrheitlich für allgemeine Zwecke wie Fernsehen oder Radio verwendet. Hierzu wurden 4,6-GHz-Transponder verwendet. Für die militärische Kommunikation wurden 14,11 GHz und 1,5/1,6-GHz-Transponder verwendet. Auf diese Kommunikationsmöglichkeit griff vor allem die russische Marine zurück.